# Märchen-Almanach auf das Jahr 1826

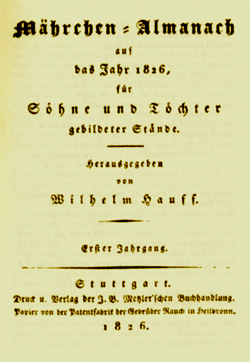
Titelblatt der Erstausgabe

Der Märchen-Almanach auf das Jahr 1826 ist die erste von drei Sammlungen Hauffscher Kunstmärchen. Sie erschien 1825 bei J. B. Metzler in Stuttgart und enthält sechs Märchen, darunter Kalif Storch und Der kleine Muck. Diese sind durch eine Rahmenerzählung namens Die Karawane verbunden. Der vollständige Titel der Erstausgabe lautet Mährchen-Almanach auf das Jahr 1826, für Söhne und Töchter gebildeter Stände.
Die beiden Nachfolgebände sind die Märchenalmanache auf das Jahr 1827 und das Jahr 1828.

## Inhalt, Gliederung und Hintergrund
Vorangestellt ist die kurze programmatische Erzählung Märchen als Almanach, in der die allegorischen Figuren Phantasie und Märchen auftreten. Danach folgt die Rahmenerzählung Die Karawane. Eine Gruppe Kaufleute zieht durch die Wüste, immer in Furcht vor dem berüchtigten Räuberhauptmann Orbasan. Ein Reiter, der sich als Selim Baruch, Neffe des Großwesirs von Bagdad, ausgibt, stößt zu ihnen und sagt, er sei vor Kurzem aus der Gewalt einer Räuberbande entkommen. Er bitte, sich anschließen zu dürfen. Dies wird ihm gerne gestattet, um so mehr, als er durch ein mysteriöses Zeichen eine Räuberbande vom Angriff abhält. Er schlägt vor, sich einander als Mittel gegen die Eintönigkeit Geschichten zu erzählen, und beginnt selbst mit der Geschichte von Kalif Storch. Die von den Kaufleuten erzählten Märchen sind Die Geschichte von dem Gespensterschiff, Die Geschichte von der abgehauenen Hand, Die Errettung Fatmes, Die Geschichte von dem kleinen Muck und Das Märchen vom falschen Prinzen.
Die Handlungsorte dieser Märchen liegen fast allesamt im Orient, nur Die Geschichte von der abgehauenen Hand hat auch Schauplätze in Frankreich und Italien. Hauff nimmt fast alle geläufigen literarischen Topoi und Klischees auf, wie etwa wilde Beduinenstämme oder Piraten, vor denen kein Schiff sicher ist. Er spart nur, mit Rücksicht auf sein Zielpublikum, das Haremsthema aus, so wie auch Erotik generell nicht vorkommt.
Der Räuberhauptmann Orbasan spielt eine bedeutende Rolle in der Rahmenerzählung und den Märchen: Als Fremder unter dem falschen Namen Selim Baruch ist er der erste Erzähler und gibt somit den Anstoß für die restlichen Erzählungen, als Maskierter im roten Mantel benutzt er den Kaufmann Zaleukos erst für einen Mord, zeigt sich dann aber erkenntlich, indem er ihm zu einer neuen Existenz verhilft. Als Räuberhauptmann hilft er der Hauptfigur Mustafa, Schwester und Braut zurückzugewinnen. Dass es sich bei Selim Baruch und dem Maskierten um Orbasan handelt, wird erst am Ende der Rahmenerzählung aufgeklärt. Die Passage, in der sich Orbasan Zaleukos zu erkennen gibt, ist in der Erstausgabe im Inhaltsverzeichnis vermerkt. Selim Baruch ist ein sprechender bilingualer Name: osmanisch Selim (Heil) und hebräisch Baruch (Segen). Die zahlreichen arabischen Städtenamen sorgen für orientalische Atmosphäre und sind untereinander austauschbar. Dies wird an einem Fehler in der Rahmenerzählung deutlich: Obwohl die Karawane, wie anfangs beschrieben, von Mekka nach Bagdad zieht, trifft sie am Ende kommentarlos in einem Vorort Kairos ein.

## Literatur

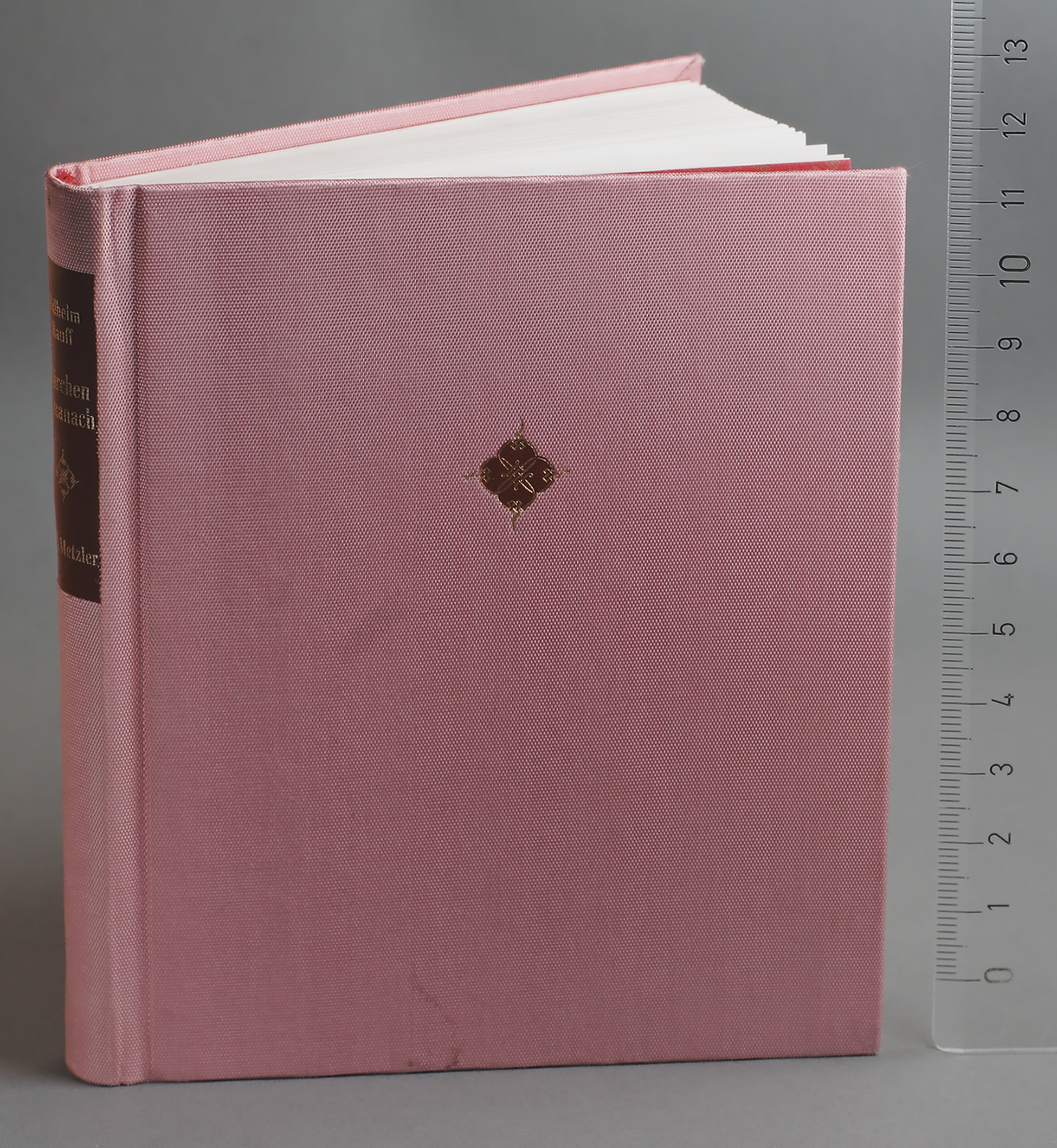
Faksimileausgabe von 1991

## Konzeption und historischer Kontext
Das Zielpublikum sollten Mädchen oder Knaben von 12 – 15 Jahren sein, wie Hauff im Frühjahr 1825 in einem Brief an seinen Verleger Metzler schreibt. Um auch deren Eltern als Leser zu gewinnen, wollte der Autor eine möglichst hochwertige Gestaltung als Geschenkband mit Kupferstichen. Die Form eines Almanachs sei für Märchen eine Neuerung, die … besonders in höheren Ständen vielleicht nicht unwillkommen ist. Das Werk erschien am 4. November 1825 als Almanach mit der Bezeichnung „Erster Jahrgang“, allerdings als einfach gestalteter Duodezband (Rückenhöhe 12,5 cm) ohne Kupferstiche. Die beiden Folgebände für 1827 und 1828 erschienen, mit Kupferstichen versehen, bei Gebrüder Franckh in Stuttgart. Kinderliteratur war zu Hauffs Zeiten bereits ein halbes Jahrhundert etabliert und nach 1800 setzten sich phantastische Erzählungen gegenüber aufgeklärtem Rationalismus und Utilitarismus durch. Ab 1812 erschienen die erfolgreichen Kinder- und Hausmärchen der Brüder Grimm. Jean Paul empfiehlt 1806/07 in Levana oder Erziehlehre orientalische Schauplätze: Wir sind hier der Frage über die Inhalt-Wahl der Kinder-Erzählungen so nahe, daß eine Antwort verstattet  sein mag. Orientalische, romantische scheinen die angemessensten zu sein;  viele Mährchen aus 1001 Nacht-Geschichten, aus Herders Palmblättern und Krummachers Parabeln. Kinder sind kleine Morgenländer. Blendet sie mit einem weiten Morgenlande, mit Thaublitzen und Blumen-Farben. Setzt ihnen wenigstens im Erzählen die Schwingen an, die sie über unsere Nord-Klippen und Nord-Kaps wegführen in warme Gärten hinein.